# Boks na Igrzyskach Azjatyckich 1982
Boks na Igrzyskach Azjatyckich 1982 − Dziewiąta edycja igrzysk azjatyckich. Rywalizacja w kategorii boks trwała od 27 listopada do 3 grudnia. Zawodnicy rywalizowali w dwunastu kategoriach wagowych, a w każdej kategorii czterech zawodników stawało na podium. Igrzyska miały miejsce w indyjskim mieście Delhi.

## Medaliści
| Kategorie wagowe         | Złoto           | Srebro               | Brąz                             |
| Papierowa (- 48 kg.)     | Heo Yong-mo     | Efren Tabanas        | Seiki Segawa Ali Bux             |
| Musza (- 51 kg.)         | Sanguo Teraporn | Ali Babar            | Kwon Chae-o Kazuhiko Abe         |
| Kogucia (- 54 kg.)       | Moon Sung-kil   | Wangchai Pongsri     | Pyon Song-o Mohamed Mukhtar      |
| Piórkowa (- 57 kg.)      | Yo Ryon-sik     | Park Ki-chul         | Shinji Higuchi Nidai Haddad      |
| Lekka (-60 kg)           | Jong Jo-ung     | Kwon Hyun-kyu        | Jaslal Predhan Fernando de Assis |
| Super-lekka (- 63,5 kg.) | Kim Dong-kil    | Dhawee Umponmaha     | Farouk Jawad Son Chan-son        |
| Półśrednia (- 67 kg.)    | Chung Yong-beom | Ryu Bun-hwa          | Raymundo Suico C.C. Machaiah     |
| Lekkośrednia (- 71 kg.)  | Lee Hae-jung    | Imad Idriss          | Muluk Singh Mohamed Riaz         |
| Musza (- 75 kg.)         | Lee Nam-eui     | Kumar Punada         | Muzzafar Ahmed Ahmed Aabee       |
| Półciężka (- 81 kg.)     | Hong Ki-ho      | Girwar Singh         | Habibullah Khan Ri Un-yong       |
| Ciężka (-91 kg)          | Kaur Singh      | Ismail Salman Khalil | Khichengul So Bae-won            |
| Super-ciężka (+91 kg)    | Cho Bong-gil    | Mahmoud Ymtaiz       | Kim Hyun-ho Nayem Ahumais        |

## Tabela medalowa
| Pozycja | Państwo          |   |   |   | Łącznie |
| ------- | ---------------- | - | - | - | ------- |
| 1       | Korea Południowa | 7 | 2 | 3 | 12      |
| 2       | Korea Północna   | 3 | 1 | 3 | 7       |
| 3       | Indie            | 1 | 2 | 3 | 6       |
| 4       | Tajlandia        | 1 | 2 | 0 | 3       |
| 5       | Pakistan         | 0 | 2 | 5 | 7       |
| 6       | Filipiny         | 0 | 1 | 2 | 3       |
| 7       | Syria            | 0 | 1 | 1 | 2       |
| 7       | Irak             | 0 | 1 | 1 | 2       |
| 8       | Japonia          | 0 | 0 | 3 | 3       |
| 9       | Kuwejt           | 0 | 0 | 2 | 2       |
| 10      | Mongolia         | 0 | 0 | 1 | 1       |